# Ypthima interrupta
Ypthima interrupta är en fjärilsart som beskrevs av Embrik Strand 1909. Ypthima interrupta ingår i släktet Ypthima och familjen praktfjärilar. Inga underarter finns listade i Catalogue of Life.